# Duran Duran: Wedding Album
Duran Duran er det syvende studiealbum fra Duran Duran, for ikke at forveksle det med Duran Durans første album Duran Duran kaldes albummet oftes for "The Wedding Album".
1. Too much Information
2. Ordinary World
3. Love Voodoo
4. Drowning Man
5. Shotgun
6. Come Undone
7. Breath After Breath
8. UMF
9. None Of The Above
10. Femme Fatale
11. Shelter
12. To Whom It May Concern
13. Sin Of The City

Albummet blev udgivet i 1993.